# Витенберг, Ицик Иоселевич
Ицик (Исаак) Витенберг (1906, Вильно, Российская империя — 16 июля 1943, Вильнюс, Рейхскомиссариат Остланд) — первый командир еврейского подполья в Вильнюсском гетто.

## До войны
Ицик Витенберг родился в Вильно (в Шнипишках) в 1906 году, в семье рабочего Иоселя-Довида Хацкелевича Витенберга (уроженца Ушполя) и Цивьи Мовшевны Мирлис (1861—?, родом из Вильны). У него были старшие братья Мордух (1896), Абрам (1900) и Шлойме (Шлёма, 1901). Работал портным. Был членом подпольной Коммунистической партии Литвы, после присоединения Литвы к СССР руководил профсоюзом. После оккупации Литвы немецкими войсками перешёл на нелегальное положение.

## В подполье гетто
21 января 1942 года в период Холокоста после массового уничтожения евреев Вильнюса в Понарах создал в Вильнюсском гетто первую еврейскую подпольную организацию, нацеленную на вооружённое сопротивление нацистам — Фарейниктер Партизанэр Организацие (ФПО, Объединённая партизанская организация). Одним из заместителей Витенберга был Абба Ковнер. Подпольная кличка Витенберга была «Леон».
В мае 1943 года немцы узнали о существовании организации и пригрозили уничтожить гетто. 8 июля того же года в результате провала одного из связных подпольщиков, польского коммуниста Козловского, немцы потребовали выдачи Витенберга.
В гетто состоялась ожесточённая дискуссия между сторонниками немедленного восстания и теми, кто боялся уничтожения жителей и поддерживал выдачу Витенберга. На стороне последних выступили в том числе руководитель юденрата Якоб Генс и начальник еврейской полиции гетто Феликс Деслер.
15 июля Витенберг был арестован полицейскими в кабинете Генса, но подпольщики ФПО отбили его и спрятали в гетто. Витенберг объявил мобилизацию членов организации и начал раздачу оружия.
Немцы предъявили ультиматум: если Витенберга не выдадут — всё гетто будет уничтожено. Жители гетто напали на сторонников Витенберга, требуя его выдачи немцам, боясь уничтожения всего гетто. В результате этого давления Витенберг принял решение сдаться. Он отдал свой пистолет Ковнеру, назначил его руководителем организации и вышел к немцам.
16 июля в тюрьме он покончил жизнь самоубийством, отравившись цианистым калием.

## Память
Зелик-Хирш Калманович написал 18 июля 1943 года — через 2 дня после гибели Витенберга: «Этот юноша останется святым… да будет его память благословенна…». Историк Марк Дворжецкий расценивает эту реплику как увязку поступка Витенберга с концепцией «кидуш ха-Шем» — выбор смерти во имя принципов.
О Ицике Витенберге повествуют две пьесы на идише под одним названием «Ицик Витенберг» — Аврома Карпиновича (1958) и Янкева Йосадэ (1947), трёхактная драма «Дер фойгл фун гето» (Птица в гетто) Хавы Розенфарб (1958), а также песня «Ицик Витенберг» поэта и партизана Шмерке Качергинского на музыку композитора Матвея Блантера, в качестве одного из главных персонажей он фигурирует в романе «Я вижу тебя, Вильнюс…» советского еврейского писателя Иосифа Рабина. Стихотворение «Ицик Витенберг» также написал Авром Суцкевер.
Именем Витенберга названы улицы в городах Тель-Авив и Беэр-Шева в Израиле.